# Обращение к сербскому народу
Обращение к сербскому народу (серб. Апел српском народу) — официальное заявление, появившееся 14 августа 1941 года в сербской газете «Ново време», в котором Правительство национального спасения Милана Недича призывало жителей Сербии признать законным прогерманское правительство Милана Недича, не организовывать против него вооружённых выступлений, не выступать против немецкой армии и начать борьбу против коммунистических партизан Тито. Автором обращения являлся Велибор Йонич, комиссар по делам просвещения. Свои подписи под обращением поставили 411 человек.

## История
4 июля 1941 началась партизанская война на территории Югославии. С целью сбить порыв атакующих и деморализовать их немецкая администрация предложила сербскому правительству написать обращение к гражданам страны и заручиться поддержкой интеллигенции. Текст обращения был составлен в Комиссариате просвещения, части Гражданского комиссариата. Автором текста был Велибор Йонич, помогал ему Владимир Янкович, заместитель Йонича в комиссариате. Под обращением подставили свои подписи 411 человек, которые проверял глава Белграда Драго Йованович вместе с полицией. Как выяснилось после войны, Йованович разъяснял каждому подписывавшемуся об ужасах войны и репрессиях, которые могли ждать сербов. Тех, кто отказывался ставить подпись, полицейские шантажировали и даже избивали.
411 человек подписали этот документ. Подписавшиеся делились на три категории: сотрудничавшие с оккупантами непосредственно, симпатизировавшие нацистам и фашистам до войны и научно-культурные деятели. В числе подписавших обращение оказались председатель Сербской королевской академии наук Александар Белич, писатель Велько Петрович, историк Милан Кашанин и множество епископов Сербской православной церкви.
Из тех, кто наотрез отказался подписывать документ, был писатель Иво Андрич.

## Текст
Сербский народ проживает сейчас тяжёлые дни. В эти судьбоносные часы долг всякого серба, всякого истинного патриота — своими силами помочь установить на земле мир и порядок, поскольку это единственная возможность успешно закончить великое дело национального восстановления Отечества и обеспечить великое будущее нашему многострадальному народу.
В тот момент, когда большая часть народа чётко осознаёт, что это единственный путь к нашему национальному спасению, кучка иноземных наёмников и диверсантов по приказу преступного большевизма своими бессмысленными действиями ставит под угрозу все усилия по объединению наших усилий и намеренно пытается разжечь в нашей земле пожар разрушения и уничтожения, питая иллюзорные надежды на помощь своим хозяевам. Разбойничьи банды, составленные из коммунистов и беглых каторжников, не признавших власть, уничтожают народное добро, убивают и грабят наших граждан, угрожают жизням невинных женщин и детей.
Этими своими преступлениями бандиты ставят под вопрос само наше существование, существование всей сербской нации.
Каждый здравомыслящий серб, благонамеренный сын этой земли, который думает своей головой, осознаёт угрожающую нам опасность. Его опасения оправданы, если вы учитываете ту опасность, которой подвергается побеждённая страна, когда в ней нарушается мир. Это отвращение особое, если победитель предлагает сотрудничество побеждённому, что похоже на нападение из засады. Такое хитрое и недостойное начало борьбы не соответствует воинскому духу нашего народа и ставит на весь сербский народ серьёзное пятно. Наш народ — не коммунисты, не какая-либо другая банда, которая разрушает светлейшие памятники европейской культуры. Поэтому мы не можем бездействовать и просто наблюдать за тем, как они толкают нас в пропасть.
Мы не можем допустить, чтобы из-за их преступлений эта часть страны, островок спасения для всего сербского народа, оказалась под угрозой, а наш народ был истреблён или изгнан из своих домов. Настал последний момент для того, чтобы проснуться и встать на защиту своей жизни. Обязанность всякого истинного сербского патриота — своими силами предотвратить дьявольские намерения коммунистических преступников.
Поэтому мы призываем весь сербский народ вместе в любом случае и всеми силами помочь нашей власти в борьбе против этих врагов сербского народа и желаемого ими будущего.
Оригинальный текст (серб.)Српски народ доживљава тешке дане. У овим судбоносним часовима, дужност је сваког Србина, сваког правог родољуба, да свим својим снагама помогне да се у земљи сачува мир и ред, јер је само тако могуће да се успешно изврши велико дело националне обнове отадџбине и нашем напаћеном народу обезбеди боља будућност.

У тренуку када огромна већина нашег народа јасно увиђа да је то једини пут нашег националног спасења, шака туђинских плаћеника и саботера по наредбама злочиначког бољшевизма својом безумном акцијом доводи у питање све напоре на сређивању наших прилика и намерно покушава да у земљи изазове пожар уништења и истребљења, у варљивој нади да ће тиме нешто помоћи својим господарима. Разбојничке банде, састављене од комуниста и одбеглих робијаша, који су се одметнули од власти, упропашћују народну имовину, убијају и пљачкају наше суграђане и угрожавају животе невиних жена и деце.

Овим својим неделима ти злочинци доводе у питање опстанак целокупног нашег становништва, целе српске нације.

Сваки трезвен и паметан Србин, сваки добронамеран син ове земље који мисли својом главом схвата опасности које нам прете. Његова су страховања оправдана када се имају на уму опасности којима је једна побеђена земља изложена када се у њој помути мир. Његово је гнушање изазвано нарочито када се на понуду победника за лојалну сарадњу, одговара пуцањем из заседе. Овакав мучки и недостојан начин борбе неодговара витешком духу нашег народа, и баца тешку љагу на цео српски народ. Наш народ није комуниста, нити има ма какве везе са овим међународним рушиоцима насветијих тековина европске културе. Због тога не смемо више скрштених руку гледати како нас они на наше очи гурају у понор.

Не смемо допустити да услед њихових злочина и овај део наше земље, ово острво спасења целокупног српског народа, буде угрожено, а наш народ десеткован и прогнан из својих домова. Куцнуо је последњи час да се пренемо и устанемо у одбрану свог опстанка.Дужност је сваког правог српског родољуба да свима силама настане да се онемогуће паклене намере комунистичких злочинаца.

Зато позивамо целокупан српски народ да одлучно у свакој прилици и свима средствима помогне наше власти у борби противу ових злотвора српског народа и његове будућности.

## Реакция
Обращение не возымело должного эффекта и не сбило патриотический порыв сербов, которые не признали правительство Недича законным и начали активную партизанскую войну. Подписывать обращение отказались писатели Иво Андрич, Милош Джурич, Исидора Секулич, Миливое Костич и другие. Джурич открыто выступил против подписания, вступив в диспут с композитором Милое Милоевичем, после чего был отправлен в отставку и заключён в концлагерь:

Тебе легко, ты же играешь на дудке, но я преподаю этику!
Оригинальный текст (серб.)Лако је теби, ти у дипле свираш, али ја предајем етику

Куда больший эффект возымело послание композитора Воислава Вучковича, который написал его как ответ на правительственное воззвание и призвал в письме не подчиняться властям и вести войну до победного конца.

## Подписавшиеся
- Йован (Илич), епископ Нишский
- Нектарие (Круль), епископ Зворникско-Тузланский
- Валериян (Стефанович), епископ Будимлянский
- Коста Кумануди, бывший председатель Народной Скупщины
- Мирослав Спалайкович, депутат на пенсии
- Александр Цинцар-Маркович, бывший министр иностранных дел
- Йосиф Костич, сенатор, генерал на пенсии
- Петар В. Косич, генерал
- Велизар Янкович, министр на пенсии
- Драгутин Печич, бывший министр
- Александр Мийович, бывший министр
- Милан Ачимович, бывший министр
- Светислав Попович, бывший министр
- Душан Летица, бывший министр
- Димитрие Лётич, бывший министр
- Риста Йойич, бывший министр
- Лазарь Маркович, бывший министр
- Живоин Рафайлович, бывший министр и бан
- Джура Янкович, бывший министр
- Спасое Пилетич, бывший министр
- Панта Йованович, бывший министр
- Воислав Джорджевич, бывший министр
- Васа Йованович, бывший министр
- Душан Пантич, бывший министр
- Угрин Йоксимович, бывший сенатор
- Йован Радонич, сенатор, член Сербской королевской академии наук
- Момчило Янкович, адвокат и бывший депутат
- Танасие Динич, полковник и бывший депутат
- Джура Котур, бывший сенатор
- Милан Йованович-Стоимирович, бывший депутат
- Драгомир Стоядинович, бывший депутат
- Александр Белич, председатель Сербской королевской академии наук
- Петар Мицич, ректор Белградского университета
- Русомир Янкович, председатель Кассационного суда
- Милан Радосавлевич, глава Народного банка
- Тома Росандич, скульптор, ректор Академии искусств
- Александр Йованович, ректор экономическо-коммерческой школы
- Петар Конёвич, ректор Музыкальной академии
- Милосав Стоядинович, заместитель председателя общины Белград
- Йован Миюшкович, заместитель председателя Медицинской палаты
- Влада Илич, председатель Промышленной палаты
- Велько Петрович, писатель, член Сербской королевской академии наук
- Джока Йованович, скульптор, член Сербской королевской академии наук
- Лаза Станоевич, профессор Белградского университета
- Велибор Йонич, профессор
- Михайло Илич, профессор Белградского университета
- Любомир Дуканац, профессор Белградского университета
- Милош Московлевич, профессор Высшей педагогической школы
- Милан Кашанин, писатель, директор музея
- Светислав Стефанович, писатель, врач
- Милосав Василевич, инженер
- Коста Лукович, журналист, писатель
- Йован Танович, журналист, председатель издательства «Политика»
- Йован Томич, профессор Белградского университета
- Владимир Янкович, писатель
- Джордже Перич, журналист
- Сима Пандурович, писатель
- Ратко Парежанин, журналист
- Виктор Новак, профессор Белградского университета
- Милан Будимир, профессор Белградского университета
- Стеван Станкович, секретарь Академии живописи
- Момир Велькович, руководитель Народного театра
- Милош Тривунац, декан и профессор Белградского университета
- Радивой Кашанин, профессор Белградского университета
- Йован Джорджевич, профессор Белградского университета
- Йован Эрделянович, профессор Белградского университета, член Сербской королевской академии наук
- Милутин Миланкович, профессор Белградского университета, член Сербской королевской академии наук
- Тома Живанович, профессор Белградского университета
- Миодраг Ибровац, профессор Белградского университета
- Владета Драгутинович, актёр Народного театра
- Никола Цвеич, оперный певец
- Милан Влаинац, профессор Белградского университета
- Воислав Мишкович, профессор Белградского университета
- Иван Джая, профессор Белградского университета
- Фехим Байрактаревич, профессор Белградского университета
- Йован Ловчевич, профессор Белградского университета
- Душан Глумац, профессор Белградского университета
- Милое Милоевич, профессор Музыкальной академии
- Душан Борич, профессор Белградского университета
- Йован Туцакович, профессор Белградского университета
- Илия Джуричич, профессор Белградского университета
- Радослав Груич, профессор Белградского университета
- Растислав Марич, профессор Белградского университета
- Слободан Суботич, адвокат